# Coșna
Coșna is een Roemeense gemeente in het district Suceava.
Coșna telt 1515 inwoners.